# Vladimir Brichta
Paulo Vladimir Brichta (ur. 22 marca 1976 w Diamantinie) – brazylijski aktor telewizyjny, filmowy i teatralny.

## Życiorys
Urodzony w Diamantinie, w stanie Minas Gerais, miał cztery lata, gdy wraz z rodziną przeniósł się do Rio de Janeiro, po spędzeniu jednego sezonu w Niemczech, gdzie jego ojciec, Arno Brichta, obronił pracę doktorską z geologii. Dorastał w Salvador, w stanie Bahia, gdzie rozpoczął karierę. 
Ukończył studia na wydziale aktorskim Universidade Federal da Bahia, gdzie grał w inscenizacji Generalny Inspektor (O Inspetor Geral), a także w spektaklu Dom Erosa (A Casa de Eros, 1996). W 1998 roku wystąpił w sztuce Petera Shaffera Equus w roli Alana Stranga i Poskromienie złośnicy. 
Popularność przyniosły mu udział w telenowelach Rede Globo: Porto dos Milagres (2001),  Coração de Estudante (2002), Começar de Novo (2004), Belíssima (2005) czy Rock Story (2016).
W 1999 roku zmarła jego pierwsza żona piosenkarka Gena Karla Ribeiro, z którą ma córkę Agnes (ur. 1997). W latach 2000–2003 był żonaty z Aną Paulą Bouzas. W dniu 11 lutego 2006 roku ożenił się po raz trzeci z Adrianą Esteves, mają syna Vicente (ur. 17 października 2006).

## Wybrana filmografia

### Seriale TV
- 2001: Port cudów (Porto dos Milagres) jako Ezequiel Barud
- 2002: Serce dla studentów (Coração de Estudante) jako Nélio Garcia
- 2003: Pamiętnikarz (A Diarista) jako Ele Mesmo
- 2003-2004: Kubanacan jako Enrico Enrico
- 2004-2005: Nowe zaranie (Começar de Novo) jako Pedro
- 2005-2006: Belíssima jako Narciso Güney
- 2010: Rozwód?! (Separação?!) jako Agnaldo